# 亚氯酸盐

亚氯酸盐是亚氯酸形成的盐类，含有亚氯酸根离子—ClO2−，其中氯的氧化态为+3。

## 氧化态
氯具有多变的氧化态，−1、+1、+3、+5和+7氧化态。简单的含氧酸根阴离子分别为：Cl−、ClO−、ClO2−、ClO3−和ClO4−。
| 氧化态 | −1     | +1           | +3           | +5         | +7           |
| 阴离子 | 氯离子 | 次氯酸根离子 | 亚氯酸根离子 | 氯酸根离子 | 高氯酸根离子 |
| 化学式 | Cl−    | ClO−         | ClO2−        | ClO3−      | ClO4−        |
| 结构   | 氯离子 | 次氯酸根离子 | 亚氯酸根离子 | 氯酸根离子 | 高氯酸根离子 |

常见的亚氯酸盐有：
- 亚氯酸钠—NaClO2
- 亚氯酸镁—Mg(ClO2)2
- 亚氯酸钡—Ba(ClO2)2

## 生产
亚氯酸（HClO2）只在低浓度时稳定，因此在工业上的应用很少。但亚氯酸盐，如亚氯酸钠（NaClO2）是稳定的，价格也不昂贵，是工业中常用的试剂。重金属亚氯酸盐（如Ag+、Hg+、Tl+、Pb2+、Cu2+和NH4+）在加热或震动时都会爆炸性分解。
亚氯酸钠以氯酸钠（NaClO3）为原料制取：
1. 用还原剂，如氯化钠、二氧化硫或盐酸，在强酸性环境下还原氯酸钠，制取不稳定易爆炸的气体二氧化氯（ClO2）；
2. 用碱性溶液吸收二氧化氯，再用过氧化氢还原，就可以得到亚氯酸钠。

## 溶解性
除了亚氯酸铅和亚氯酸银微溶于水外，其它已知的氯酸盐都可溶于水。

## 用途
亚氯酸钠主要用于制取二氧化氯气体，对水质消毒。用二氧化氯处理过的水中不会产生有毒的三卤甲烷。
储存亚氯酸盐时，应当避免与有机物质接触，以避免发生爆炸。